# Wexham Court
Wexham Court är ett område och en civil parish i kommunen Borough of Slough, Storbritannien. Den ligger i grevskapet Berkshire och riksdelen England, i den södra delen av landet, 30 km väster om huvudstaden London. Parish hade 5 340 invånare år 2011.